# だれも知らない小さな国
だれも知らない小さな国（だれもしらないちいさなくに）は、1959年（昭和34年）に自費出版後、同年講談社から出版されたファンタジー小説。佐藤さとる（佐藤暁）著。コロボックル物語シリーズ第1作。
1959年度毎日出版文化賞、1960年度児童文学者協会新人賞、また国際アンデルセン国内賞を受賞している。

## あらすじ
夏休みのある日、トリモチ用の樹皮を取るためにもちの木を探しに近所の里山に一人で出かけた小学三年生の ぼく は、地元の人が近づこうとしない小山に、もちの木が門柱のように立ち、小さな泉からは小川が流れ出し、蕗の葉が生い茂る小さな三角形の平地（三角平地）を見つけた。この小山がすっかり気に入ったぼくは、秘密の宝物としてその後何度も通うようになった。そんなとき、三角平地でたまたま出会った知り合いの蕗採りのおばあさんから、昔からこの山には「こぼしさま」と呼ばれる小人が住んでいるという言い伝えを聞く。
次の年の夏休み、この小山に遊びに来たらしい小さな女の子が、三角平地を巡る小川にうっかり流してしまった赤い運動靴をぼくは探してやることになった。ようやく見つけた靴を拾い上げようとして手を伸ばしたところ、その靴の中には…。

## 登場人物

### 人間
ぼく
この本の語り手。成人して電気技師となる。コロボックル達には「せいたかさん」と呼ばれる。
蕗採りのおばあさん
「トマトのおばあさん」とも呼ばれる。「ぼく」に小山に伝わる「小法師さま（こぼしさま）」の言い伝えを語る。
おちび先生
「ぼく」が夏休みに小山の川で出会った少女。後に幼稚園の先生として「ぼく」と再会する。
峯のおやじさん
小山の持ち主。小山を買いたいという「ぼく」をなにかと気にかけ世話を焼いてくれる。
ボクチン
おやじさんの末っ子。小学生。
おまわりさん
小山の付近に勤務しているらしい。コロボックル達の「くまんばち」で追い払われたことがある。

### こびと
「ぼく」の前に姿を現したこびと。小山の地元で言い伝えられてきた「小法師さま（こぼしさま）」。「ぼく」に、アイヌ民話に登場するコロボックルと同種族ではないかと想像される。彼らもその呼び名が気に入りコロボックルを自称するようになる。
ヒイラギノヒコ
「ぼく」の前に初めて姿を現したコロボックルのひとり。コロボックルには珍しく別名を持たない。
エノキノヒコ
ヒイラギノヒコと共に「ぼく」の前に姿を現した。丸々とした体型で陽気な性格。別名「デブ」
ツバキノヒコ
上の二人と共に「ぼく」の前に姿を現した。三人の中では最年少で少女のような面立ちをしている。別名「気むずかしや」。
モチノキノヒコ
ヒイラギノヒコと共に「ぼく」の家を訪ねてきた。コロボックルの長老で世話役（大統領）。
ハギノヒメ
男勝りのすばしこい女の子。おちび先生の前に姿を見せる。別名「オハギ」。

## 初期版
講談社版の初期版では、その後コンビを組むことになる村上勉の挿絵ではなく、若菜珪の挿絵だった。
また著者名は、のちの筆名「佐藤さとる」ではなく、本名の「佐藤暁」が用いられていた。

## 続編
- 「豆つぶほどの小さないぬ」
- 「星からおちた小さな人」
- 「ふしぎな目をした男の子」
- 「小さな国のつづきの話」
- 「コロボックル物語〈別巻〉小さな人のむかしの話」

## アニメ
『冒険コロボックル』の名でアニメ化された。詳細はリンク先を参照。

## 有川浩によるコロボックル物語
2011年（平成23年）佐藤さとると有川浩との対談をきっかけに、有川浩執筆による「有川版　コロボックル物語」が2014年（平成26年）にスタート。

## 書誌情報
- 佐藤暁、若菜珪 絵、安野光雅 レイアウト『だれも知らない小さな国』講談社〈児童文学創作シリーズ〉、1959年8月28日。全国書誌番号:45017333。
- 佐藤さとる 作、村上勉 絵『だれも知らない小さな国』講談社〈コロボックル物語 ; 1〉、1969年。全国書誌番号:77102120。
- 佐藤さとる 作、村上勉 絵『だれも知らない小さな国』講談社〈講談社文庫 ; さ1-21. コロボックル物語 ; 1〉、2010年11月。ISBN 9784062767989。
- 佐藤さとる『だれも知らない小さな国』（私家版復刻）コロボックル書房〈新日本伝説〉、2013年2月。ISBN 9784907168001。
  - 書き下ろし特別付録「コロボックル物語・番外編 ブドウ屋敷文書の謎」が付属[1]
- 佐藤さとる 作、村上勉 絵『だれも知らない小さな国』（新イラスト版）講談社〈コロボックル物語 ; 1〉、2015年10月。ISBN 9784061335233。